# Репнін Микола Васильович
Рєпнін (Репнін) Микола Васильович (11(22).03.1734—12(24).05.1801) — військовий і державний діяч Російської імперії, дипломат, поміщик, генерал-фельдмаршал (1796), князь. Зі старовинного роду, пов'язаного з Михайлом Всеволодичем. Онук генерал-фельдмаршала князя А.Рєпніна, син генерал-фельдцейхмейстера князя В.Рєпніна, дід князів С.Волконського і М.Волконського (див. М. Г. Рєпнін), прадід Г.Кушельова-Безбородька.

## Життєпис
Початкову освіту здобув удома, з 11-ти років формально зарахований солдатом лейб-гвардії Преображенського полку. 1748 брав участь в західноєвропейському (франконському) поході на завдання імператриці Єлизавети Петрівни.
Від 1749 — гвардійський офіцер. Волонтером побував на Семилітній війні 1756—1763. 1759 відряджений до французького війська. Відкликаний 1760, перейшов полковником до російської діючої армії. 1762, ставши генерал-майором, з волі імператора Петра III вів переговори в головній квартирі прусського короля Фрідріха II Гогенцоллерна.
1763 — директор петербурзького Сухопутного кадетського корпусу, надалі — акредитований із надзвичайними повноваженнями міністра у Варшаві. 1764 забезпечував обрання на польський престол Станіслава-Августа Понятовського. Призначений послом імп. Катерини II в Речі Посполитій, впливав на управління цією державою. 1768 домігся підтвердження засадничих положень «Вічного миру» 1686 з додатками, ініційованими Катериною II та Фрідріхом II Гогенцоллерном, що зрівнювали дисидентів Речі Посполитої (православних і протестантів) у правах із католиками. Керував розгромом Барської конфедерації 1768 та Коліївщини.
Підвищений у ранзі до генерал-поручика, вступив до 1-ї армії на російсько-турецькій війні 1768—1774, відзначився в здобутті Хотина, в обороні узбережжя р. Прут (притока Дунаю), у Ларзькій та Кагульській баталіях, оволодів Ізмаїлом і Кілією. 1771 — на чолі російських військ у Волощині. Через конфлікт із графом П.Румянцевим (див. П.Румянцев-Задунайський) взяв відпустку. Повернувшись 1774, вдало зорганізував облогу Сілістри (нині місто в Болгарії). Уклав Кючук-Кайнарджійський мирний договір 1774. Удостоєний чинів генерал-аншефа й підполковника лейб-гвардії Ізмайловського полку. 1775—76 направлений надзвичайним і повноважним послом до Османської імперії.
1777 — смоленський генерал-губернатор (із наступного року порядкував і орловським намісництвом). 1778 із 30-тис. допоміжним корпусом дійшов до м. Бреслау (нині м. Вроцлав, Польща), змусив спинити боротьбу за т. зв. Баварську спадщину, 1779 своїм посередництвом сприяв Тешенській мирній угоді. 1780 — командир обсерваційного загону в Умані, зустрічав у м. Смоленськ (нині місто в РФ) австрійського імператора Йосифа II Габсбурга. 1781 — смоленський і псковський генерал-губернатор. 1782—83 перебував із резервним корпусом у Речі Посполитій. 1784 подався лікуватися за кордон, затим підключився до урядової Комісії з розбору міст за їхнім станом, по праці якої з'явилася Жалувана грамота містам 1785.
У розпалі російсько-турецької війни 1788—1791 брав участь у штурмі Очакова. Командуючи Українською армією, 1790 — командував підрозділами, розташованими у Молдові. Виконуючи обов'язки головнокомандувача, 9 липня (28 червня) 1791 переміг у Мачинській битві, чим сприяв укладанню Ясського мирного договору 1791, підписав його прелімінарії в м. Галац (нині місто в Румунії).
Від 1792 — намісник ризький і ревельський, 1793 командував Ізмайловським полком. 1794 — начальник ЗС, націлених проти повстання Т.Косцюшка, й ліфляндський та естляндський генерал-губернатор. 1795 наглядав за позбавленням влади детронізованого короля Станіслава-Августа Понятовського, обійнявши генерал-губернаторство Остзейських провінцій, віленське і слонімське. Із кінця 1796 — командир Литовської дивізії, ризький військовий губернатор, керував спеціальним церемоніалом під час перезахоронення в Санкт-Петербурзі праху імп. Петра III. 1797 — канцлер Кавалерського товариства, інспектор інфантерії Литовської та Ліфляндської дивізій, жорстоко придушував селянські заворушення в Орловській губернії. Після місії 1798 до Берліна (Пруссія) і Відня, коли йому не судилося реалізувати задум імператора Павла I щодо злагодження антифранцузької коаліції, увільнений зі служби.
Одружений з княжною Н.Куракіною (1737—98), мав трьох дочок, а єдиний законний син помер 1774 року. Відомою особою зросла така його позашлюбна дитина, як І.Пнін (1773—1805), військовик, чиновник, поет і публіцист-просвітник. За поширеними чутками, Рєпнін — ще й батько князя А.Чарторийського.
Помер у власному маєткові Воронцово (нині місцевість у місті Москва). Похований в московському Донському монастирі.